# Olympische Sommerspiele 2008/Teilnehmer (Brasilien)
| Gelbes Symbol für Goldmedaillen mit stilisierten Olympischen Ringen | Graues Symbol für Silbermedaillen mit stilisierten Olympischen Ringen | Braundes Symbol für Bronzemedaillen mit stilisierten Olympischen Ringen |
| ------------------------------------------------------------------- | --------------------------------------------------------------------- | ----------------------------------------------------------------------- |
| 3                                                                   | 4                                                                     | 9                                                                       |

Brasilien nahm bei den Olympischen Sommerspielen 2008 in Peking zum 20. Mal an Sommerspielen teil.
Insgesamt gingen 268 Athleten (139 Männer und 129 Frauen) in 145 Wettkämpfen in 28 Sportarten an den Start. Die brasilianischen Athleten gewannen drei Gold-, vier Silber- und neun Bronzemedaillen.

## Medaillengewinner

### Gold
| Name                  | Sportart       | Wettkampf                |
| --------------------- | -------------- | ------------------------ |
| César Cielo Filho     | Schwimmen      | Männer 50 Meter Freistil |
| Maurren Maggi         | Leichtathletik | Frauen Weitsprung        |
| Volleyball Mannschaft | Volleyball     | Volleyball Frauen        |

### Silber
| Name                                | Sportart   | Wettkampf                |
| ----------------------------------- | ---------- | ------------------------ |
| Robert Scheidt, Bruno Prada         | Segeln     | Männer Star-Klasse       |
| Fußball-Mannschaft                  | Fußball    | Fußballmannschaft Frauen |
| Márcio Araújo, Fábio Luiz Magalhães | Volleyball | Männer Beachvolleyball   |
| Volleyball Mannschaft               | Volleyball | Volleyball Männer        |

### Bronze
| Name                                                                           | Sportart       | Wettkampf                 |
| ------------------------------------------------------------------------------ | -------------- | ------------------------- |
| Leandro Guilheiro                                                              | Judo           | Männer 73 kg              |
| Ketleyn Quadros                                                                | Judo           | Frauen 57 kg              |
| Tiago Camilo                                                                   | Judo           | Männer 81 kg              |
| César Cielo Filho                                                              | Schwimmen      | Männer 100 Meter Freistil |
| Fernanda Oliveira, Isabel Swan                                                 | Segeln         | Frauen 470er Klasse       |
| Ricardo Santos, Emanuel Rego                                                   | Volleyball     | Männer Beach-Volleyball   |
| Fußball Mannschaft                                                             | Fußball        | Männer Fußball Mannschaft |
| Natália Falavigna                                                              | Taekwondo      | Frauen über 67 kg         |
| Rosemar Coelho Neto Lucimar Aparecida de Moura Thaíssa Presti Rosângela Santos | Leichtathletik | 4 × 100 m (Frauen)        |

Am 17. August 2016 wurde den russischen Läuferinnen Julia Schermoschanskaja, Jewgenia Poljakowa, Alexandra Fedoriwa und Julia Guschtschina die Goldmedaille in der 4 × 100-Meter-Staffel wegen Dopings aberkannt. Die Medaillen von Belgien (jetzt Gold), Nigeria (jetzt Silber) und Brasilien (jetzt Bronze) wurden daraufhin aufrückend angepasst.

## Teilnehmer nach Sportart

### Basketball
Frauen
- Basketballnationalmannschaft
Adriana Moisés Pinto
Karla da Costa
Karen Rocha
Micaela Martins Jacintho
Fernanda Neves Beling
Cláudia das Neves
Jucimara Evangelista Dantas
Soeli Garvão Zakrzeski
Patrícia Ferreira
Franciele Nascimento
Graziane de Jesus Coelho
Kelly Santos
- Trainer
Paulo Bassul Campos

### Bogenschießen
Männer
- Luiz Trainini (Einzel)

### Boxen
- Halbfliegengewicht (bis 48 kg)
  - Paulo Carvalho

- Fliegengewicht (bis 51 kg)
  - Robenílson de Jesus

- Federgewicht (bis 57 kg)
  - Robson Conceição

- Leichtgewicht (bis 60 kg)
  - Éverton Lopes

- Halbweltergewicht (bis 64 kg)
  - Myke Carvalho

- Halbschwergewicht (bis 81 kg)
  - Washington Silva

### Fechten
Männer
- João Souza (Florett Einzel)
- Renzo Agresta (Säbel Einzel)

### Fußball
| Männer (Bronze ) - Tor 1 Diego Alves (UD Almería) 12 Renan (SC Internacional) - Abwehr 2 Rafinha (FC Schalke 04) 3 Alex Silva (FC São Paulo) 4 Thiago Silva (Fluminense) 6 Marcelo (Real Madrid) 13 Ilsinho (Schachtar Donezk) 14 Breno (FC Bayern München) - Mittelfeld 5 Hernanes (FC São Paulo) 7 Anderson (Manchester United) 8 Lucas (FC Liverpool) 10 Ronaldinho (AC Mailand) 11 Ramires (Cruzeiro) 15 Diego (Werder Bremen) 16 Thiago Neves (Fluminense) - Sturm 9 Alexandre Pato (AC Mailand) 17 Rafael Sóbis (Betis Sevilla) 18 Jô (Manchester City) - Trainer Dunga - Ergebnisse Vorrunde Belgien: 1:0 Neuseeland: 5:0 Volksrepublik China: 3:0 Viertelfinale Kamerun: 2:0 Halbfinale Argentinien: 0:3 | Frauen (Silber ) - Tor 1 Andréia 12 Bárbara - Abwehr 2 Simone 3 Andréia Rosa 4 Tânia Maranhão 5 Renata Costa 16 Erika 18 Rosana - Mittelfeld 6 Maycon 7 Daniela 8 Formiga 9 Ester 13 Francielle 17 Maurine - Sturm 10 Marta 11 Cristiane 14 Pretinha 15 Fabiana - Trainer Jorge Barcellos - Ergebnisse Vorrunde Deutschland: 0:0 Nordkorea: 2:1 Nigeria: 3:1 Viertelfinale Norwegen: 2:1 Halbfinale Deutschland: 4:1 Finale Vereinigte Staaten: 0:1 |

### Gewichtheben
Männer
- Welisson Silva (bis 69 kg)

### Handball
Männer
- 11. Platz
Maik Santos
Fernando Pacheco Filho
Carlos Ertel
Renato Rui
Bruno Souza
Leonardo Bortolini
Hélio Justino
Alexandre Vasconcelos
Silvio Laureano
Alexandre Silva
Felipe Borges
Bruno Santana
Jardel Pizzinatto
Guilherme Oliveira

Frauen
- 9. Platz
Chana Masson
Fabiana Diniz
Alexandra do Nascimento
Daniela Piedade
Eduarda Amorim
Alessandra Medeiros da Oliveira
Ana Paula Rodrigues Belo
Aline Rosas
Viviane Jacques
Lucila Silva
Idalina Borges Mesquita
Deonise Cavaleiro
Aline Silva dos Santos
Darly de Paula

### Judo
Männer
- Superleichtgewicht (bis 60 kg)
  - Denílson Lourenço
- Halbleichtgewicht (bis 66 kg)
  - João Derly
- Leichtgewicht (bis 73 kg)
  - Leandro Guilheiro (Bronze )
- Halbmittelgewicht (bis 81 kg)
  - Tiago Camilo (Bronze )
- Mittelgewicht (bis 90 kg)
  - Eduardo Santos
- Halbschwergewicht (bis 100 kg)
  - Luciano Corrêa
- Schwergewicht (über 100 kg)
  - João Schlittler

Frauen
- Superleichtgewicht (bis 48 kg)
  - Sarah Menezes
- Halbleichtgewicht (bis 52 kg)
  - Andressa Fernandes
- Leichtgewicht (bis 57 kg)
  - Ketleyn Quadros (Bronze )
- Halbmittelgewicht (bis 63 kg)
  - Danielli Barbosa
- Mittelgewicht (bis 70 kg)
  - Mayra Aguiar
- Halbschwergewicht (bis 78 kg)
  - Edinanci Silva

### Kanu
Männer
- Nivalter Jesus (500 Meter Canadier Einer, 1000 Meter Canadier Einer)

Frauen
- Poliana de Paula (Slalom Kajak-Einer)

### Leichtathletik
Männer
- 100 Meter
  - José Carlos Moreira
  - Vicente de Lima
  - Sandro Viana

- 200 Meter
  - Bruno de Barros
  - Sandro Viana

- 400 Meter
  - Fernando de Almeida

- 800 Meter
  - Kléberson Davide
  - Fabiano Peçanha

- 1500 Meter
  - Hudson de Souza

- Marathon
  - José de Souza: 38. Platz
  - Marílson dos Santos: DNF
  - Franck de Almeida: DNF

- 20 km Gehen
  - José Alessandro Bagio

- 50 km Gehen
  - Mário dos Santos

- 110 Meter Hürden
  - Anselmo da Silva

- 400 Meter Hürden
  - Mahau Suguimati

- 4-mal-100-Meter-Staffel
  - Vicente de Lima
  - Sandro Viana
  - Bruno de Barros
  - José Carlos Moreira

- Hochsprung
  - Jessé de Lima

- Stabhochsprung
  - Fábio da Silva

- Weitsprung
  - Mauro Vinícius da Silva

- Dreisprung
  - Jadel Gregório
  - Jefferson Sabino

- Zehnkampf
  - Carlos Chinin

Frauen
- 100 Meter
  - Lucimar Aparecida de Moura

- 200 Meter
  - Evelyn dos Santos

- 400 Meter
  - Maria Laura Almirão

- Marathon
  - Marily dos Santos

- 20 km Gehen
  - Tânia Spindler

- 100 Meter Hürden
  - Maíla Machado

- 400 Meter Hürden
  - Lucimar Teodoro

- 3000 Meter Hindernis
  - Zenaide Vieira

- 4-mal-100-Meter-Staffel
  - Rosemar Coelho Neto
  - Lucimar Aparecida de Moura
  - Thaíssa Presti
  - Rosângela Santos

- 4-mal-400-Meter-Staffel
  - Maria Laura Almirão
  - Josiane Tito
  - Emmily Pinheiro
  - Lucimar Teodoro

- Stabhochsprung
  - Fabiana Murer

- Weitsprung
  - Keila Costa
  - Maurren Higa Maggi (Gold )

- Dreisprung
  - Gisele de Oliveira

- Speerwurf
  - Alessandra Resende

- Diskuswurf
  - Elisângela Adriano

- Siebenkampf
  - Lucimara da Silva

### Moderner Fünfkampf
- Yane Marques
Einzel: 18. Platz

### Radsport
Männer
- - Luciano Pagliarini Mendonca (Straßenrennen)
  - Murilo Fischer (Straßenrennen)
  - Rubens Valeriano (Mountainbike)

Frauen
- - Clemilda Silva (Straßenrennen)
  - Jaqueline Mourão (Mountainbike)

### Reiten
- Dressur Einzel
  - Luiza Almeida
  - Leandro Silva

- Springreiten Einzel
  - Bernardo Alves
  - Camila Benedicto
  - Rodrigo Pessoa
  - Pedro Veniss

- Vielseitigkeit Einzel
  - Jeferson Moreira
  - André Paro
  - Marcelo Tosi
  - Saulo Tristao

### Rhythmische Sportgymnastik
- Luana Faro
Mannschaft: 12. Platz

- Daniela Leite
Mannschaft: 12. Platz

- Tayanne Mantovaneli
Mannschaft: 12. Platz

- Luisa Matsuo
Mannschaft: 12. Platz

- Marcela Menezes
Mannschaft: 12. Platz

- Nicole Muller
Mannschaft: 12. Platz

### Ringen
Frauen
- Rosangela Conceicao (Freistil bis 72 kg)

### Rudern
Männer
- Anderson Nocetti
Einer: 14. Platz

- Thiago Gomes
Leichtgewichts-Doppelzweier: 17. Platz

- Thiago Almeida
Leichtgewichts-Doppelzweier: 17. Platz

Frauen
- Fabiana Beltrame
Einer: 19. Platz

- Camila Carvalho
Leichtgewichts-Doppelzweier: 15. Platz

- Luciana Granato
Leichtgewichts-Doppelzweier: 15. Platz

### Schießen
Männer
- Julio Almeida (Luftpistole, Freie Pistole, Schnellfeuerpistole)
- Stenio Yamamoto (Luftpistole, Freie Pistole)

### Schwimmen
Männer
- César Cielo
50 m Freistil: Gold 
100 m Freistil: Bronze 
4-mal-100-Meter-Freistil-Staffel: Rennen nicht beendet

- Nicholas Santos
50 m Freistil: 16. Platz

- Rodrigo Castro
200 m Freistil: 16. Platz
4-mal-100-Meter-Freistil-Staffel: Rennen nicht beendet
4-mal-200-Meter-Freistil-Staffel: 16. Platz

- Fernando Silva
4-mal-100-Meter-Freistil-Staffel: Rennen nicht beendet

- Nicolas Oliveira
4-mal-100-Meter-Freistil-Staffel: Rennen nicht beendet
4-mal-200-Meter-Freistil-Staffel: 16. Platz
4-mal-100-Meter-Lagen-Staffel: 14. Platz

- Phillip Morrison
4-mal-200-Meter-Freistil-Staffel: 16. Platz

- Lucas Salatta
200 m Rücken: 23. Platz
4-mal-200-Meter-Freistil-Staffel: 16. Platz

- Guilherme Guido
100 m Rücken: 20. Platz
4-mal-100-Meter-Lagen-Staffel: 14. Platz

- Felipe França Silva
100 m Brust: 22. Platz
4-mal-100-Meter-Lagen-Staffel: 14. Platz

- Henrique Barbosa
100 m Brust: 23. Platz
200 m Brust: 30. Platz

- Thiago Pereira
200 m Brust: 19. Platz
200 m Lagen: 4. Platz
400 m Lagen: 8. Platz

- Kaio de Almeida
100 m Schmetterling: 15. Platz
200 m Schmetterling: 7. Platz
4-mal-100-Meter-Lagen-Staffel: 14. Platz

- Gabriel Mangabeira
100 m Schmetterling: 23. Platz

- Allan do Carmo
10 km Freiwasser: 14. Platz

Frauen
- Flávia Delaroli
50 m Freistil: 22. Platz
4-mal-100-Meter-Freistil-Staffel: 13. Platz

- Tatiana Lemos
100 m Freistil: 19. Platz
4-mal-100-Meter-Freistil-Staffel: 13. Platz
4-mal-100-Meter-Lagen-Staffel: 10. Platz

- Monique Ferreira
200 m Freistil: 28. Platz
400 m Freistil: 21. Platz
4-mal-100-Meter-Freistil-Staffel: 13. Platz

- Michelle Lenhardt
4-mal-100-Meter-Freistil-Staffel: 13. Platz

- Fabíola Molina
100 m Rücken: 18. Platz
4-mal-100-Meter-Lagen-Staffel: 10. Platz

- Tatiane Sakemi
100 m Brust: 39. Platz
200 m Brust: 40. Platz
4-mal-100-Meter-Lagen-Staffel: 10. Platz

- Gabriella Silva
100 m Schmetterling: 7. Platz
4-mal-100-Meter-Lagen-Staffel: 10. Platz

- Daynara de Paula
100 m Schmetterling: 34. Platz

- Joanna Maranhão
200 m Schmetterling: 22. Platz
200 m Lagen: 22. Platz
400 m Lagen: 17. Platz

- Ana Marcela Cunha
10 km Freiwasser: 5. Platz

- Poliana Okimoto
10 km Freiwasser: 7. Platz

### Segeln
Männer
- Ricardo Winicki
Windsurfen: 5. Platz

- Bruno Fontes
Laser: 27. Platz

- Fábio Pillar
470er-Jolle: 17. Platz

- Samuel Albrecht
470er-Jolle: 17. Platz

- Robert Scheidt
Star: Silber

- Bruno Prada
Star: Silber

Frauen
- Patrícia Freitas
Windsurfen: 18. Platz

- Fernanda Oliveira
470er-Jolle: Bronze

- Isabel Swan
470er-Jolle: Bronze

Offen
- Eduardo Couto
Finn-Dinghy: 13. Platz

- André de Fonseca
Tornado: 7. Platz

- Rodrigo Duarte
Tornado: 7. Platz

### Synchronschwimmen
- Nayara Figueira
Duett: 13. Platz

- Lara Teixeira
Duett: 13. Platz

### Taekwondo
Männer
- Marcio Wenceslau
Fliegengewicht: im Achtelfinale ausgeschieden

Frauen
- Débora Nunes
Fliegengewicht: im Achtelfinale ausgeschieden

- Natália Falavigna
Schwergewicht: Bronze

### Tennis
Männer
- Thomaz Bellucci
Einzel: in der 1. Runde ausgeschieden

- Marcos Daniel
Einzel: in der 1. Runde ausgeschieden

- Marcelo Melo
Doppel: im Achtelfinale ausgeschieden

- André Sá
Doppel: im Achtelfinale ausgeschieden

### Tischtennis
Männer
- Gustavo Tsuboi
Einzel: in der 1. Runde ausgeschieden
Mannschaft: in der Gruppenphase ausgeschieden

- Thiago Monteiro
Einzel: in der 1. Runde ausgeschieden
Mannschaft: in der Gruppenphase ausgeschieden

- Hugo Hoyama
Einzel: in der 1. Runde ausgeschieden
Mannschaft: in der Gruppenphase ausgeschieden

Frauen
- Mariany Nonaka
Einzel: in der 1. Runde ausgeschieden

### Triathlon
Männer
- Reinaldo Colucci
Einzel: 37. Platz

- Juraci Moreira
Einzel: 26. Platz

Frauen
- Mariana Ohata
Einzel: 39. Platz

### Turnen
Männer
- Diego Hypólito
Einzelmehrkampf: 83. Platz
Boden: 6. Platz

Frauen
- Jade Barbosa
Einzelmehrkampf: 10. Platz
Boden: 13. Platz
Pferdsprung: 7. Platz
Stufenbarren: 22. Platz
Schwebebalken: 32. Platz
Mannschaftsmehrkampf: 8. Platz

- Ana Silva
Einzelmehrkampf: 22. Platz
Boden: 15. Platz
Stufenbarren: 36. Platz
Schwebebalken: 73. Platz
Mannschaftsmehrkampf: 8. Platz

- Ethiene Franco
Einzelmehrkampf: 36. Platz
Boden: 35. Platz
Stufenbarren: 55. Platz
Schwebebalken: 42. Platz
Mannschaftsmehrkampf: 8. Platz

- Laís Souza
Einzelmehrkampf: 73. Platz
Stufenbarren: 26. Platz
Schwebebalken: 71. Platz
Mannschaftsmehrkampf: 8. Platz

- Daniele Hypólito
Einzelmehrkampf: 75. Platz
Boden: 37. Platz
Stufenbarren: 50. Platz
Schwebebalken: 61. Platz
Mannschaftsmehrkampf: 8. Platz

- Daiane dos Santos
Einzelmehrkampf: 83. Platz
Boden: 6. Platz
Mannschaftsmehrkampf: 8. Platz

### Volleyball

#### Beachvolleyball
Männer
- Team 1:
  - Ricardo Santos (Bronze )
  - Emanuel Rego (Bronze )

- Team 2:
  - Márcio Araújo (Silber )
  - Fábio Luiz Magalhães (Silber )

Frauen
- Team 1:
  - Ana Paula
  - Larissa França

- Team 2:
  - Talita Antunes
  - Renata Ribeiro

#### Volleyball
Männer
- Silber 
Bruno Rezende
Marcelo Elgarten
André Heller
Samuel Fuchs
Gilberto Godoy Filho
Murilo Endres
André Nascimento
Sérgio Dutra Santos
Anderson Rodrigues
Gustavo Endres
Rodrigo Santana
Dante Guimarães Amaral

Frauen
- Gold 
Paula Pequeno
Fabiana Claudino
Sheilla Castro
Walewska Oliveira
Marianne Steinbrecher
Thaísa Menezes
Hélia Souza
Carolina Albuquerque
Jaqueline Carvalho
Wélissa Gonzaga
Fabiana Oliveira
Valeska Menezes

### Wasserspringen
Männer
- César Castro (Kunstspringen)
- Cassius Duran (Turmspringen)
- Hugo Parisi (Turmspringen)

Frauen
- Juliana Veloso (Turmspringen)